# Halictus pjalmensis
Halictus pjalmensis là một loài Hymenoptera trong họ Halictidae. Loài này được Strand mô tả khoa học năm 1909.